# Famille de Salviac de Vielcastel
 (janvier 2025).
Si vous disposez d'ouvrages ou d'articles de référence ou si vous connaissez des sites web de qualité traitant du thème abordé ici, merci de compléter l'article en donnant les références utiles à sa vérifiabilité et en les liant à la section « Notes et références ».
La famille de Salviac de Vielcastel est une famille subsistante de la noblesse française, originaire du Quercy. 
Elle compte parmi ses membres Charles-Louis de Viel-Castel, académicien (1800-1887).

## Histoire
Cette famille prouve sa filiation depuis 1466. Elle a été maintenue en sa noblesse le 22 février 1658 à Cahors et a été concernée par la grande enquête sur la noblesse en étant de nouveau maintenue le 25 septembre 1666 à Montauban.[réf. nécessaire]
Elle reçoit le titre de baron de l'Empire par décret du 15 août 1810 et lettres patentes du 6 octobre de la même année.[réf. nécessaire]

## Personnalités
- Charles-Louis de Viel-Castel (1800-1887), haut fonctionnaire au ministère des Affaires étrangères, académicien (fauteuil 6)
- Horace de Viel-Castel (1802-1864), frère de Charles-Louis, premier conservateur du « musée des Souverains » institué le 15 février 1852 par Napoléon III au Louvre, auteur d'ouvrages, mémorialiste

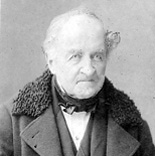
Charles-Louis de Salviac de Vielcastel (1800-1887)
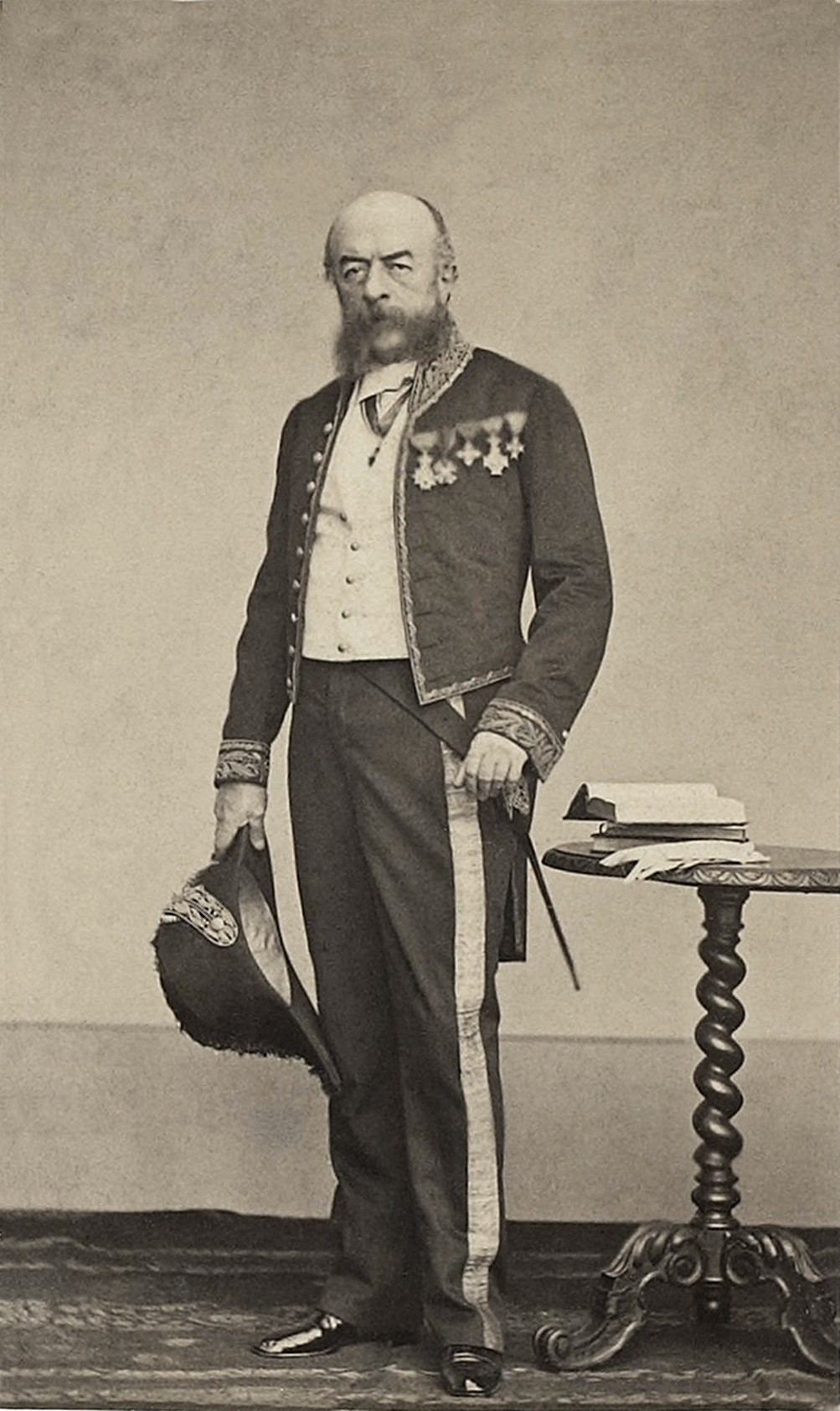
Horace de Salviac de Vielcastel (1802-1864)

## Possessions
Terres de Bayart, de Bellisle, de Bouygues, de Cadars, de Causse, de Cazals, des Grèzes, de La Poujade, de Merguil, de Quins, de Véziac, de Vielcastel.[réf. nécessaire]

## Armes
De gueules, au château donjonné de trois tours d'or.

## Généalogie simplifiée
La filiation prouvée remonte à Pons Ier de Salviac vivant en 1466 qui épouse Catherine de Bonafous dont Pierre de Salviac qui épouse Jeanne Le Bel dont Pons II de Salviac qui épouse Françoise de Valon dont Donat Ier de Salviac[réf. nécessaire]
- Donat Ier de Salviac x Jacquette de Chaunac
  - Jean de Salviac de Vielcastel X Anne de Maleville
    - Donat II de Salviac de Vielcastel, sgr de Vielcastel (1599-1684) X (1639) Catherine du Lion de Belcastel (1598-?)
      - 
        - Jean-François de Salviac de Vielcastel, baron de Verdun X (1667) Louise de Calvimont de Saint-Martial
        - Guyon de Salviac de Vielcastel, sgr de Cazals (1640-1721) X (1700) Isabeau de Vassal (1680-1749)
          - Joseph de Salviac de Vielcastel, sgr de Bellisle (?-1767)
          - Charles Ier de Salviac de Vielcastel, baron de Verdun (1706-1793) X Marguerite du Lion
            - Charles-Raymond de Salviac de Vielcastel, baron de Vielcastel (?-1769)
            - Charles-François de Salviac de Vielcastel, baron de Vielcastel (1731-1799) X (1763) Anne-Gabrielle de Boucher (1740-1802)
              - Charles de Salviac de Vielcastel, baron de Vielcastel et de l'Empire (1766-1821) X (1789) Marguerite-Sophie de Griffolet de Lentilhac (1770-1794)
                - Charles-Théodore de Salviac de Vielcastel, baron de Vielcastel et de l'Empire (1790-1830) X (1817) Adélaïde de Boisse (1791-1870)
                  - Charles de Salviac de Vielcastel, baron de Vielcastel et de l'Empire (1822-?) X (1844) Marie de Cremoux (1825-1852)
                    - Raphaël de Salviac de Vielcastel, baron de Vielcastel et de l'Empire (1847-1892)

              - Charles de Salviac de Vielcastel, baron de Vielcastel et de l'Empire (1766-1821) X (1797) Caroline de Lasteyrie du Saillant
                - Charles-Louis de Salviac de Vielcastel, baron de Vielcastel (1800-1887)
                - Horace de Salviac de Vielcastel, comte de Vielcastel (1802-1864) X (1826) Bonne de Lasteyrie du Saillant (1802-1862)
                  - Édouard de Salviac de Vielcastel, comte de Vielcastel (1838-1882) X (1871) Marie Caffin de Mérouville (1850-1914)
                    - Bonne de Salviac de Viel-Castel (1872-1962), mariée le 29 janvier 1891, avec René Gosse de Serlay (1863-1925)
                      - Anne Gosse de Serlay (1891-1939)

                    - Louis de Salviac de Viel-Castel (1875-1944), comte de Vielcastel, marié avec Marie Maret de Bassano (1876-1965)
                      - Etiennette de Salviac de Viel-Castel (1905-?), Mariée avec Robert d'Orglandes (1902-1968)
                      - Ghislaine de Salviac de Viel-Castel (1908-2004), mariée avec Napoléon Charles Louis Comte Lepic (1903-1944)

                    - Pierre de Salviac de Viel-Castel (1875-1950), Marié avec Annah Dillon Ripley (1886-1963)
                      - Édouard Louis James de Salviac de Viel-Castel (1911-1968)
                      - Marie Bonne de Salviac de Viel-Castel (1914-1997)
                      - Pierre-Etienne de Salviac de Viel-Castel (1917-2012)

              - Marc de Salviac de Vielcastel (1770-1827) X Anne-Marie Franck
              - Étienne de Salviac de Vielcastel (1772-1817) X (1802) Pauline d'Abzac (1771-?)
              - Marguerite-Suzanne de Salviac de Vielcastel X Étienne Courtin de Montbrun (1763-?)
              - Marguerite de Salviac de Vielcastel (1775-1829) X (1801) Jean-Baptiste Philippot de Tayac (1769-1806) puis mariée à Louis-Augustin de Béranger de Valadon (1769-1858) en 1808.

        - Marie de Salviac de Vielcastel X (1668) Joseph de La Roque-Bouilhac

    - Gilles de Salviac
      - Pierre de Salviac
        - François de Salviac
          - Henri de Salviac
            - Jean Louis de Vielcastel Boissieretes (1733-1763) x (1/10/172) Angelique Lacoste. Il fut assassiné par arme à feu dans sa chambre le 6 juin 1763. Sa femme accoucha vingt jours plus tard[3].

## Alliances
Les principales alliances de cette famille sont : de Bonafos (1468), Le Bel (1503), de Valon (1545), de Chaunac (1572, 1627), de Maleville (1597), de Vassinhac (1632), du Lion de Belcastel (1639, 1730), de Calvimont de Saint-Martial (1667), de La Roque-Bouilhac (1668), de Vassal (1700), de Boucher (1763), de Griffolet de Lentilhac (1789), de Lasteyrie du Saillant (1797, 1826), Philippot de Tayac (1801), d'Abzac (1802), de Béranger de Valadon (1808), de Boisse (1817), de Cremoux (1844), Caffin de Mérouville (1871), Gosse de Serlay (1891), Maret de Bassano (1904), Ripley (1910), d'Orglandes (1927), Lepic (1934), de Belleville (1939), de L'Épine (1939), Caillard d'Aillières (1963), Courtin de Montbrun, Franck, etc.